# Brynjar Gunnarsson
Brynjar Björn Gunnarsson (* 16. Oktober 1975 in Reykjavík) ist ein ehemaliger isländischer Fußballspieler.

## Karriere
Brynjar Gunnarsson begann seine Karriere bei KR Reykjavík in der Jugendmannschaft. Er wurde 1997 in die erste Mannschaft des Hauptstadtklub geholt. 1998 wechselte er nach Norwegen zu Vålerenga Oslo. Innerhalb Norwegens wurde er weiter verliehen zu Moss FK. 1999 wurde er nach Schweden zu Örgryte in Göteborg verkauft. 1999 unterschrieb er bei Stoke City, denen er vier Jahre treu blieb. 2003/04 war Brynjar bei Nottingham Forest unter Vertrag, 2004/05 beim FC Watford. Seit Anfang der Saison 2005/06 spielt er beim FC Reading.
Brynjar spielte 74-mal im isländischen Fußballnationalteam.